# Harpoon
El Harpoon es un sistema de misil antibuque todo tiempo desarrollado y fabricado en los Estados Unidos originalmente por McDonnell Douglas, ahora Boeing Integrated Defense Systems. En el año 2004, Boeing entregó la unidad Harpoon número 7000 desde la introducción del arma en 1977.
El Harpoon usa un sistema de guiado de búsqueda activa por radar y sigue una trayectoria de crucero a nivel de mar para mejorar la supervivencia y efectividad del misil. Existen varias plataformas de lanzamiento para el misil:
- Aviones: el AGM-84, sin impulsor cohete de combustible sólido;
- Buques de superficie: el RGM-84, equipado con impulsor de combustible sólido, que se separa una vez gastado para pasar a mantener el vuelo el motor cohete principal del misil;
- Submarinos: el UGM-84, equipado con un impulsor cohete de combustible sólido y encapsulado en un contenedor para realizar el lanzamiento sumergido a través de un tubo de torpedo;
- Baterías de defensa costera, desde las que debe ser lanzado con impulsor cohete de combustible sólido.

También ha sido desarrollado una versión de ataque de tierra, denominado AGM-84E SLAM (Standoff Land Attack Missile).
Misiles comparables al Harpoon son el francés Exocet, el sueco RBS-15, el ruso SS-N-25 Switchblade, el británico Sea Eagle y el chino Yingji.
En el futuro se espera que este misil sea sustituido por el CVS401 Perseus.

## Versiones

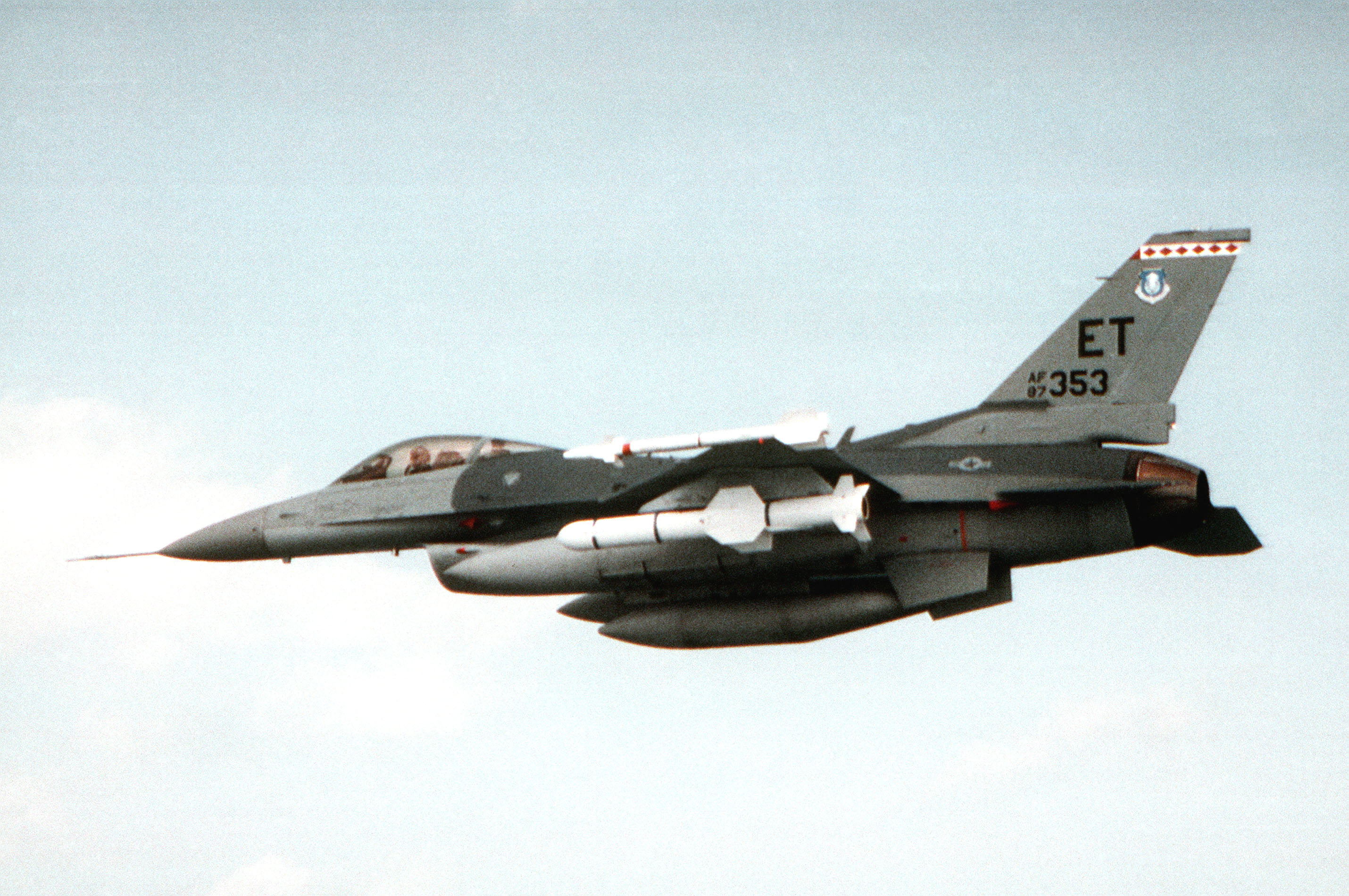
Un caza F-16 equipado, entre otros, con un misil AGM-84 Harpoon, año 1992.

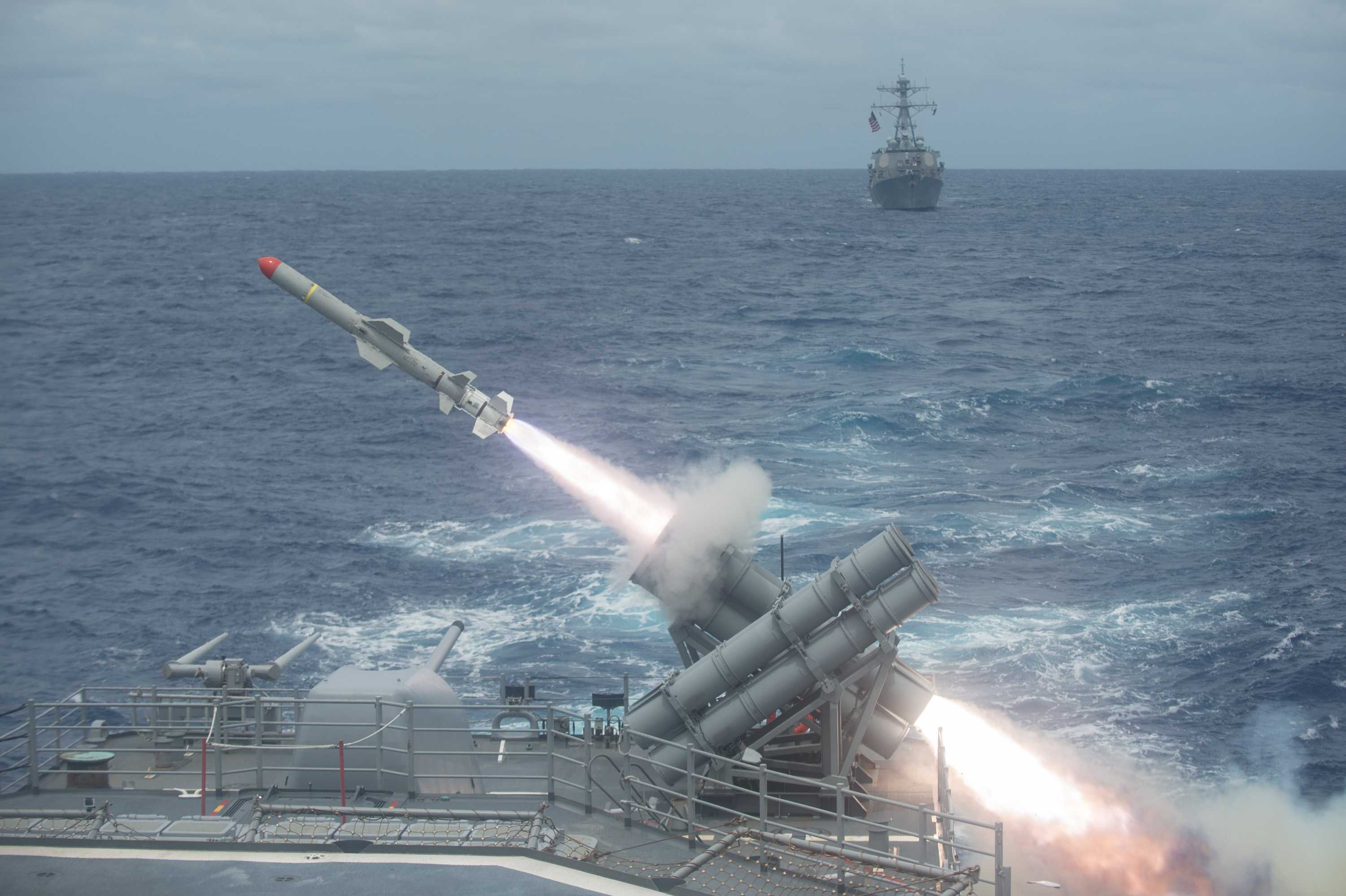
Un misil Harpoon disparado desde el crucero USS Shiloh durante un ejercicio con fuego real en 2014.

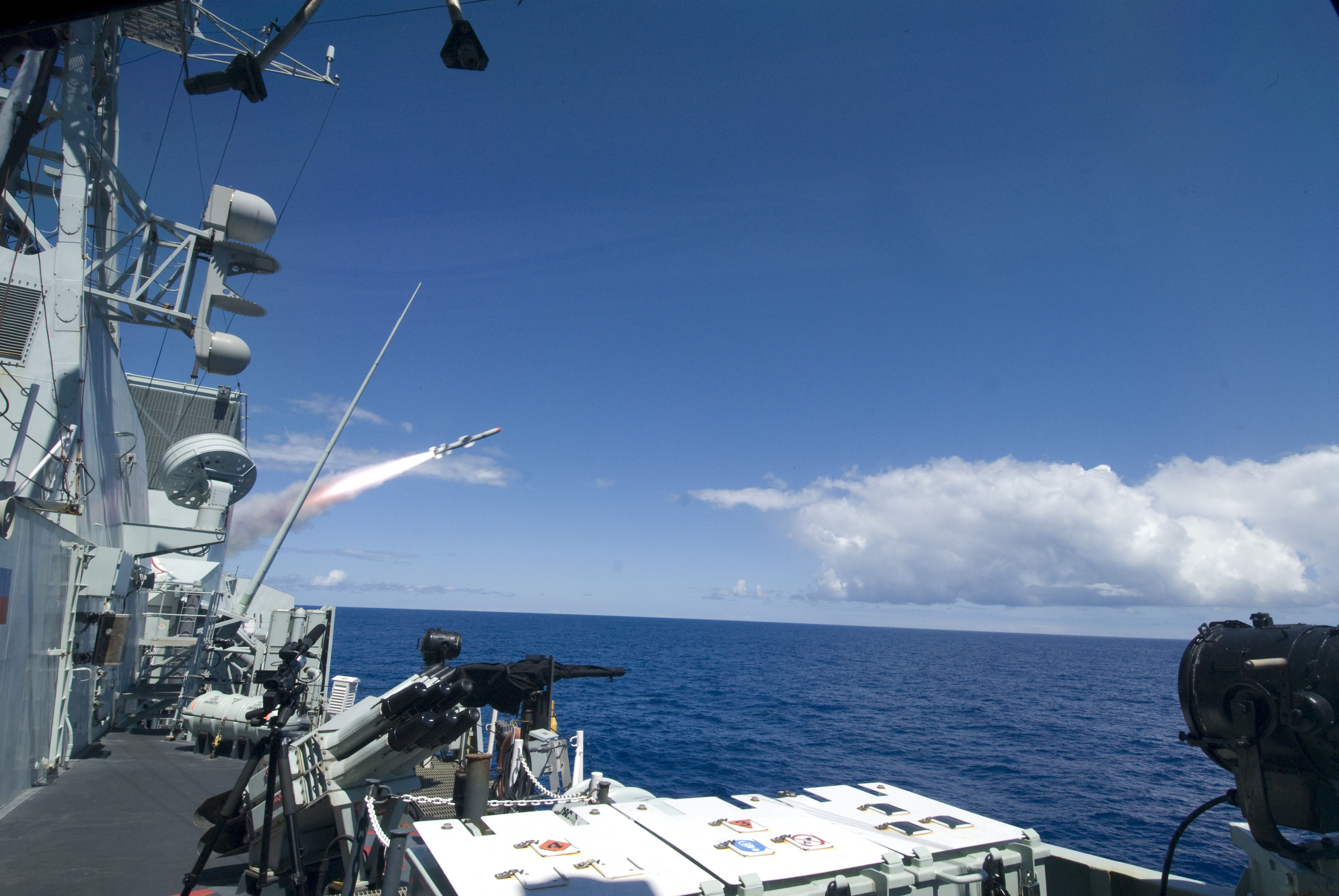
La fragata canadiense HMCS Regina dispara un misil antibuque Harpoon durante un ejercicio de hundimiento de Rim of the Pacific (RIMPAC), año 2008.

### Harpoon original
Inicialmente desarrollado por la Armada de los Estados Unidos para servir como el misil antibuque básico de la flota, el AGM-84D ha sido adaptado para ser usado con bombarderos de la fuerza aérea (como los B52), que pueden portar entre ocho y doce misiles. El AGM-84E ha sido adaptado para cazas F-16, y es usado tanto por los Estados Unidos como por los Emiratos Árabes Unidos. La fuerza aérea australiana también tiene capacidad de disparar misiles Harpoon desde varias de sus aeronaves.

### Harpoon Block II
Actualmente en producción en las factorías de Boeing, en Misuri, se encuentra el Harpoon Block II, que cuenta con un sistema más avanzado de contra-medidas electrónicas y una puntería mejorada.
El primer cliente internacional para los sistemas Harpoon Block II ha sido la marina real danesa, que realizó un pedido de 50 kits de mejora en 1997; siendo estos entregados en 2002. El Harpoon Block II está en fase de estudio para ser utilizado por la Armada Española.

## Características generales

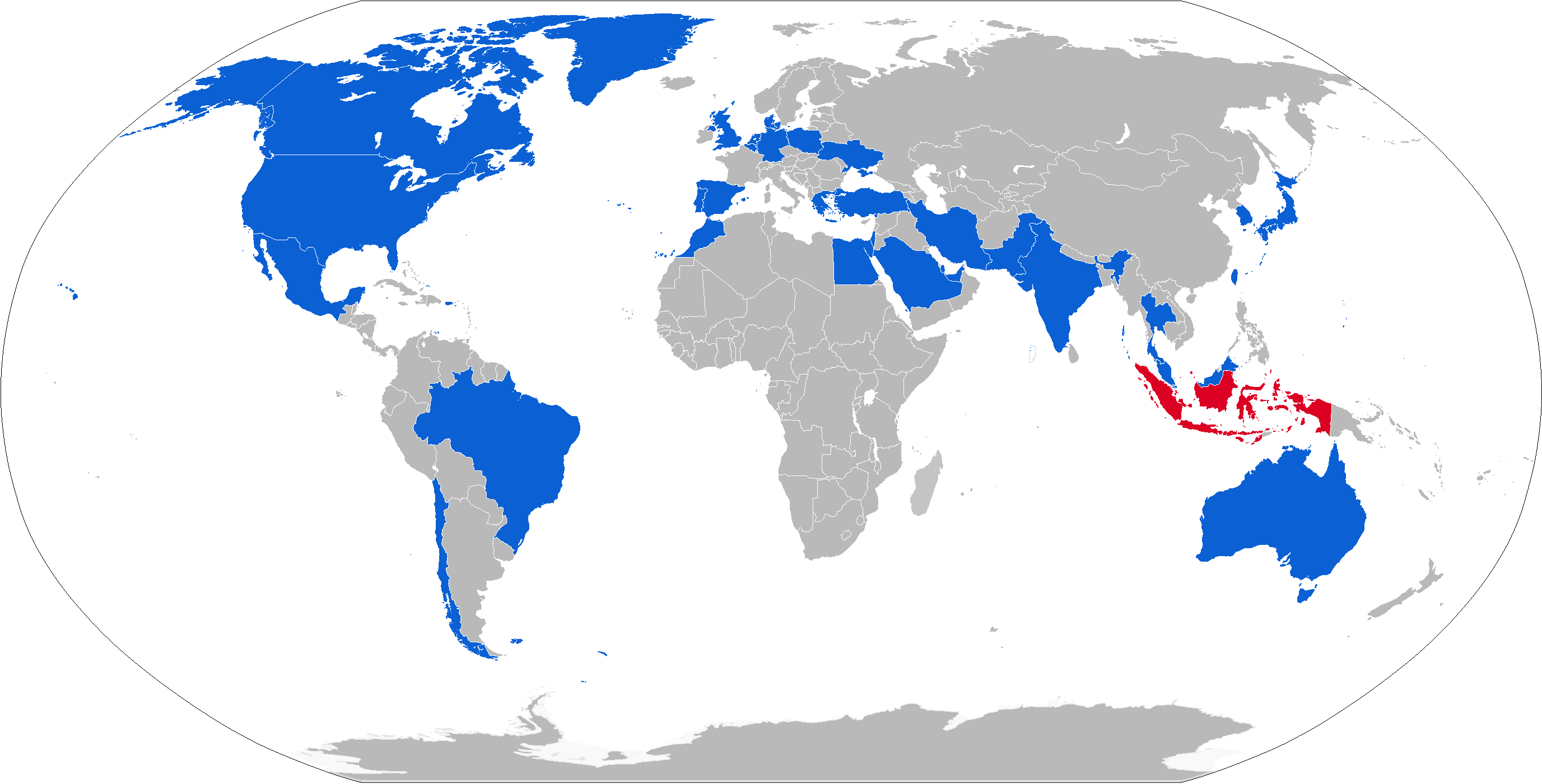
Mapa con los operadores de Harpoon en azul e Indonesia, un antiguo operador, en rojo

- Función primaria: misil antisuperficie (antibuque) lanzado desde aire, mar o submarinos.
- Fabricante: Boeing Integrated Defense Systems
- Propulsión: Teledyne Turbojet y combustible sólido
- Longitud y peso:
  - Lanzado desde aire: 3,8 m / 519 kg
  - Lanzado desde mar/submarino: 4,6 m / 628 kg
- Diámetro: 340 mm
- Envergadura de alas: 914 mm
- Alcance:
  - UGM-84D (Block 1C): 120 km
  - AGM-84L (Block 2): 280 km
  - AGM-84D (Block 1C): 220 km
  - AGM-84E (Block 1E) : 93 km
  - AGM-84F (Block 1D): : 315 km
  - RGM-84D (Block 1C): 140 km
  - RGM-84F (Block 1D): 278 km
  - RGM-84L (Block 2): 280 km
  - AGM-84H/K (Block 1G / Block 1J): 280 km
- Velocidad: Mach 0,85
- Cabeza: 221 kg de explosivo penetrador
- Coste por unidad: $ 1.200.000 dólares

### Misiles similares
- MBDA Exocet
- RBS-15
- MBDA Otomat
- Rb 12 Penguin

### Listas relacionadas
- Anexo:Aeronaves y armamento del Ejército del Aire de España